# Тибурий
Тибу́рий (ср. лат. tiburium, итал. tiburio) — в церковной христианской архитектуре — внешний кожух, окружающий или закрывающий снаружи купол.

## Этимология
Современное итальянское слово tiburio происходит от средневекового латинского слова tiburium, которое, по всей видимости, является вариантом слова ciborium — киворий, как в Древнем Риме называли навес для защиты от солнца.

## История
Тибурии появились в церковной архитектуре после завершения периода античности. Несмотря на то, что тибурии встречаются в архитектуре самых разных христианских стран, наибольшее распространение они получили в итальянской, прежде всего ломбардской романской архитектуре. В конце XIX — начале XX веков тибурии вторично стали использоваться в зданиях неороманского стиля.

## Описание
Тибурий не является простой обшивкой или покрытием — это независимое архитектурное сооружение, не опирающееся на внутренний купол. План основания тибурия может быть круглым или многоугольным, а конструкция — цилиндрической, кубической или призматической. Тибурий часто имеет покатую крышу, которую венчает фонарь.

## Примеры тибуриев
Характерными примерами тибуриев могут быть двухъярусный тибурий церкви Санта-Мария-делле-Грацие, многогранный тибурий церкви Сант-Амброджо, башнеобразный тибурий аббатства Кьяравалле (все в Милане), куполообразный тибурий церкви Сантиссима-Аннунцьята во Флоренции или многогранный тибурий церкви Сан-Витале в Равенне.